# Alliance démocratique (France)
Pour les articles homonymes, voir Alliance démocratique.
Fondée le 23 octobre 1901, l'Alliance démocratique (AD) est la principale formation de centre droit durant la Troisième République. Laïque et libérale, elle est — avec le Parti radical — le pilier de la plupart des gouvernements entre 1901 et 1940.
Oscillant entre association et parti, l’Alliance prit successivement les dénominations suivantes :
- de 1901 à 1911, puis de 1917 à 1920 : Alliance républicaine démocratique (ARD) ;
- de 1911 à 1917 : Parti républicain démocratique (PRD) ;
- de 1920 à 1926 : Parti républicain démocratique et social (PRDS) ;
- à partir de 1926 : Alliance démocratique (AD).

## La création, les hommes et l’idéologie

### Origines
Sa création ne fut pas l'écho lointain de la tripartition afin d’aboutir à la République du « juste-milieu » théorisée par François Guizot ; elle répondait à une nécessité pressante et tactique, celle de faire contrepoids au jeune Parti radical, dont les forces promettaient, au vu de sa progression enregistrée aux élections de 1898, d'être hégémoniques au sein de la nouvelle coalition gouvernementale suscitée par le reclassement de 1899.
Elle est donc le fait des progressistes qui restèrent à gauche, aux côtés des radicaux et des socialistes parlementaires, pour soutenir le cabinet de Défense républicaine emmené par Pierre Waldeck-Rousseau depuis 1899. L'affaire Dreyfus finit, cette année-là, par aboutir à un vaste reclassement politique, lors duquel les anciens opportunistes, rebaptisés progressistes depuis les élections de 1893, se divisèrent sur la question de savoir s'il fallait suivre la pente de Méline et aller jusqu'à s'allier avec les ralliés par hostilité envers l'extrême gauche, ou s'en séparer et rejoindre les défenseurs de Dreyfus, majoritairement à gauche. Mais sur le plan tactique, quand l'Alliance se forme, en octobre 1901, elle vise concrètement sinon à faire pièce au tout récent Parti républicain, radical et radical-socialiste, fondé en juin 1901, du moins à éviter le laminage politique par ces mêmes radicaux.
À l’instigation officieuse de Waldeck-Rousseau[réf. nécessaire], l’Alliance républicaine démocratique est fondée le 23 octobre 1901 par l’ingénieur Adolphe Carnot, président du conseil général de la Charente et frère de l’ancien président de la République Sadi Carnot, le député Henry Blanc, Edmond Halphen et le journaliste Charles Pallu de la Barrière. Il est doté de deux présidents, Carnot et Joseph Magnin, ex-gouverneur de la Banque de France.
Il compte alors comme membres importants Louis Barthou et Raymond Poincaré, les deux ministres de Waldeck-Rousseau, Joseph Caillaux (Finances) et Jean Dupuy (Agriculture, et patron du Petit Parisien), ainsi que l'ex-ministre et président du Conseil Maurice Rouvier, pilier de l'opportunisme républicain, Eugène Étienne, le maire de Lisieux Henry Chéron et le sénateur Jules Siegfried.
Pour cela, l’Alliance capitalise le soutien de nombreux réseaux, tels la Ligue des droits de l’homme (dont Paul Stapfer), la Ligue de l'enseignement (dont est membre Adolphe Carnot) et les anciens réseaux politiques autour de Jules Ferry, Léon Gambetta ou de l'économiste libéral Léon Say.
Proche des milieux d'affaires, l'ARD soutient ainsi le waldeckisme tout en étant à sa droite, et bénéficie de l'appui de la presse populaire (Le Petit Parisien, Le Matin, Le Journal). L'ARD s'oppose toutefois à la « coalition clériconationaliste », prônant l'« union et la concorde » avec les radicaux.
Son recrutement initial est celui des élites parisiennes (notamment scientifiques) et des notables de province. Si ses principaux dirigeants sont souvent liés au monde des affaires, le positionnement de la majorité de ses élus s’oppose aux vœux des hommes d’affaires notamment sur la question sociale. Durant l’entre-deux-guerres, l’image d’un parti de cadres s’estompe quelque peu notamment par l’apport de son groupement de jeunesse et le renouvellement générationnel de ses membres.

### Doctrine
L’Alliance démocratique est issue des républicains de centre gauche glissant au centre droit par le jeu de la gravité parlementaire. Cette règle d’airain de la vie politique française a été mise en évidence par René Rémond, à savoir celle d’une évolution de chaque parti de la gauche à la droite de l’échiquier politique par l’apparition de nouveaux mouvements à gauche. Ainsi, si les dirigeants de l’Alliance conçoivent le parti comme l’incarnation du « centre gauche » à la suite du groupe parlementaire de Léon Say (1871-1896), le parti opère néanmoins un glissement à droite au sein du Parlement par un double mouvement : l’amoindrissement de la droite monarchiste et bonapartiste et l’apparition de nouvelles gauches (socialisme puis communisme) ainsi que de nouvelles formations centristes (Ligue de la jeune République et Parti démocrate populaire).
Par ses valeurs et ses comportements, l’AD s’oppose à la gauche socialiste tout en se distinguant des formations de droite (Alliance libérale populaire, Fédération républicaine, etc.). Comme le Parti radical-socialiste, l’Alliance adhère à la République et à ce qui la constitue. Ainsi, le parti est favorable à la loi de séparation des Églises et de l'État de 1905 et à la défense du capitaine Dreyfus. Mais contrairement à la doctrine radicale, elle aspire à réunifier l’ensemble des républicains et à imposer à la droite et à la gauche une « troisième voie », celle de la conjonction des centres autour de la formule « ni réaction, ni révolution ». Surtout, et ce comme la majorité des radicaux, elle n'a pas de fibre sociale, fibre souvent plus développée chez les ralliés de l'Action libérale ; elle est libérale en politique, libérale en économie, et très peu sociale. La seule différence avec les radicaux modérés est que ces derniers sont intransigeants sur la question religieuse, là où les membres de l'ARD sont ouverts à la discussion.
Sa culture politique est résolument centriste en incorporant des valeurs tant de gauche (la référence à 1789, la défense de la liberté, la voie du réformisme) que de droite (le goût de l’ordre, la défense du libéralisme, opposition à l’étatisme et au collectivisme). La thématique du réformisme graduel est perçue par l’Alliance comme l’antidote aux opposants – selon elle – de la République que sont les collectivistes (la SFIO, puis en 1920 la SFIC).

## Évolution sous la Troisième République

### 1901-1920
En 1901, elle soutient le bloc des gauches autour de Pierre Waldeck-Rousseau, même si elle tente de s’en démarquer dès 1902. Elle soutiendra cependant la politique du bloc jusqu’en 1907, même lorsque la présidence du Conseil fut confiée à Émile Combes (1902-1905) qui imposa pour la première fois le clivage gauche-droite. L’Alliance témoigne de sa différence au sein des droites (les anciens progressistes autour de la Fédération républicaine ou le parti catholique de l’Alliance libérale populaire) en soutenant la loi de 1905 et les mesures contre les congrégations. Surtout, l’ARD multiplie les cercles où se côtoient alliancistes et radicaux.
Face à la désagrégation du bloc et l’émergence du socialisme, l’Alliance tente en 1907 de constituer un « bloc des démocrates » avec les droites qui témoigne de sa volonté de les réintégrer au régime. Participant aux concentrations nationales de 1912 à 1914 en soutenant Raymond Poincaré, Aristide Briand et Louis Barthou, l’Alliance opérera un glissement à droite sur l’échiquier politique que confirment les législatives de 1914 où elle soutient la loi des trois ans avec les droites et cesse la politique de désistement réciproque avec les radicaux.
Parallèlement, l’Alliance se transforme en véritable parti en devenant en 1911 le Parti Républicain Démocratique, ce renforcement de ses structures accompagnant l’augmentation de son nombre de parlementaires (de 39 à 125 députés de 1902 à 1910 ; une cinquantaine de sénateurs en 1910) et de celui de ses militants (autour de 30 000 au début des années 1910). Plusieurs des responsables de l'ARD tentent en 1914 de consolider son emprise sur le centre gauche en suscitant une éphémère Fédération des gauches, présidée par Aristide Briand.
Incontestablement, l’Alliance pèse sur la politique de la nation comme l’illustre la place de ses membres au sein des plus hautes fonctions (Émile Loubet, Armand Fallières et Raymond Poincaré comme Président de la République ; Louis Barthou et Raymond Poincaré comme Président du Conseil ; de nombreux ministères).

### Les années 1920
À l’issue de la guerre, l’Alliance promeut de nouveau les objectifs élaborés lors de sa création, celle d’aboutir à la concentration des centres. Forte de ses 140 députés, elle organise et conduit dans ce sens le Bloc national (1919-1924). L’expérience n’est cependant pas fructueuse, car l’Alliance se retrouve prisonnière des revendications des droites qui constituent l’essentiel de la majorité parlementaire. Ainsi, l’échec du ministère d’Aristide Briand (1921-1922) convainc ses dirigeants de trouver les moyens concrets pour réaliser la doctrine du juste-milieu, et ce malgré le fait que l’un de ses membres, Raymond Poincaré, occupe le poste de Président du Conseil de 1922 à 1924.
L’Alliance axe sa doctrine politique dans la droite ligne de celle qui a prévalu lors de sa création, alors même que la génération de dirigeants d’avant guerre s’efface (Adolphe Carnot, Charles Pallu de la Barrière, etc.) et qu’une nouvelle génération prend la relève, tel Charles Jonnart son nouveau président en 1920. Baptisé alors PRDS, l’Alliance sous sa direction témoigne de la volonté de se rapprocher des radicaux.
Le parti devient le pivot des gouvernements de concentration républicaine avec le Parti radical-socialiste à partir de la chute du Cartel des gauches lors de la présidence du Conseil de Raymond Poincaré (1926-1929). Néanmoins, l’Alliance ne parvient pas à obtenir le ralliement du parti valoisien autour d’un parti du centre, les oppositions se cristallisent autour de la question de la laïcité (Jonnart devient ambassadeur du Vatican de 1921 à 1923), de l’interventionnisme de l’État ou sur la politique extérieure (opposition entre Aristide Briand et Raymond Poincaré).

### Les années 1930

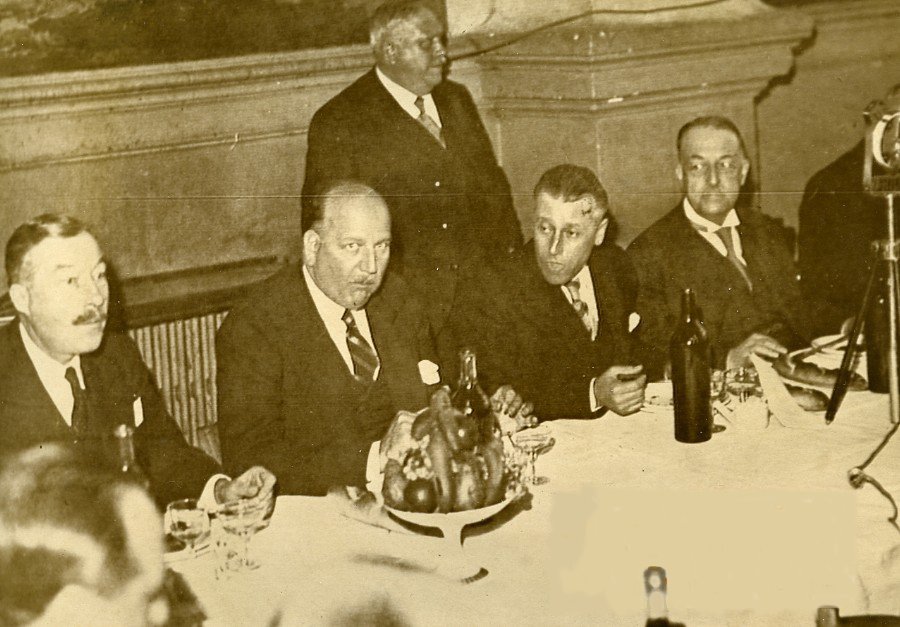
Banquet de l'Alliance démocratique à Bourg-en-Bresse le 8 novembre 1936. On voit Pierre-Étienne Flandin et Léon Baréty.

Pierre-Étienne Flandin a la volonté de réorganiser la formation à l’instar de ce qu’avait accompli Louis Marin, dix ans auparavant, pour la Fédération républicaine. Jusque-là groupement d’affinités, l’Alliance devient un parti qui instaure une hiérarchie interne et devient davantage centralisée (apparition d’un comité directeur). Le parti connaît un développement de ses structures régionales et l’augmentation du nombre de ses militants par rapport à l’après guerre (environ 20 000 en 1936).
La Jeunesse républicaine française (JRF), formée en février 1934 et présidé par Gaston Morancé, illustre cette volonté de rénovation. Centrée sur l’éducation politique des jeunes, la JRF est conçue comme une réaction aux autres organisations de jeunesse des droites et des gauches. Elle prend la suite du Centre d’études politiques de Pierre Auscher créé au printemps 1927 et élargit sensiblement son action. Plus à droite que l’Alliance (idéologie ancrée dans l’anti-communisme), la JRF est davantage réformiste notamment sur la question sociale.
L’avènement de Flandin marque aussi la victoire de la stratégie de la « concentration républicaine au centre » qu’il avait imposée au congrès d’Angers du parti en 1930, mettant un terme à la stratégie victorieuse l’année auparavant de Paul Reynaud au congrès de Dijon vantant les vertus du bipartisme. Cependant, les années 1930 témoignent de la fin du gouvernement de la République par la jonction du centre droit et du Parti radical-socialiste et marquent la fin des tentatives centristes. Ainsi, les municipales de 1935 sont le dernier exemple d’envergure d’une union entre l’AD et le Parti radical-socialiste à la suite de la doctrine radicale du « tiers parti » élaborée par Émile Roche, directeur de La République. L’échec de cette tentative et la radicalisation de la vie politique amène au remplacement de Pierre-Étienne Flandin par Pierre Laval à la tête de la présidence du Conseil le 31 mai 1935.
La débâcle des droites en 1936 touche profondément l’Alliance qui perd près de 300 000 voix par rapport aux législatives précédentes (autour d’un million) et voit le nombre de députés sous son influence chuter de 99 à 42, conséquence aussi de l’impossibilité d’un parti désagrégé d’attirer à lui l’ensemble des députés du centre droit.
Cependant, l’Alliance est tiraillée sur le plan doctrinal. Son socle commun autour de la défense des institutions, des classes moyennes et le refus des extrêmes se délite face aux voies divergentes qu’empruntent ses principales personnalités : celle de Pierre-Étienne Flandin autour du groupe des Républicains de gauche ; celle de René Besse autour des Indépendants de gauche ; celle de Paul Reynaud et André Tardieu autour du Centre républicain. Visible dès la législature de Léon Blum où les membres de l’Alliance oscillent entre soutien modéré et sanction face aux lois du Front populaire, la division du parti devient sensible à partir de 1938 entre une majorité pacifiste (Flandin) défendant les accords de Munich et une minorité plus ferme à l'égard d'Hitler (Reynaud). Des membres de cette minorité démissionnent des instances du parti après Munich, pour protester contre Flandin et son télégramme de félicitation adressé aux signataires des accords : Paul Reynaud, Charles Reibel, Alfred Wallach, Jean Taurines, Maurice de Rothschild, Louis Jacquinot, Joseph Laniel, Louis Rollin, etc.,,. Plus profondément, cette division reflète aussi les oppositions importantes sur la réforme de l’État et des institutions à partir des années 1933-1934.
Dès lors, l’Alliance a du mal à maintenir un positionnement centriste dans une République qui n’est plus gérée par la conjonction des centres. Elle devient, au contraire, un parti qui illustre les différentes options choisies par les hommes des droites républicaine et parlementaire face à la crise sociale et politique des années 1930.

## Seconde Guerre mondiale
Au contraire de quelques membres du Parti démocrate populaire (PDP) et de députés du centre droit ou de la droite non affiliés à un parti, les députés et sénateurs de l’Alliance votèrent les pleins pouvoirs à Philippe Pétain le 10 juillet 1940. La plupart sont séduits par le renforcement du pouvoir de l’exécutif sur ceux du Parlement et d’une modification constitutionnelle dans un sens plus autoritaire, ce que prônait Joseph Barthélemy, Paul Reynaud ou André Tardieu durant l’entre-deux-guerres,.
Pendant le régime de Vichy, Joseph Barthélemy devient ministre de la justice (1941-1943) et est l’un des principaux rédacteurs du projet de constitution de 1941. Georges Portmann est secrétaire de l’information en 1941. Enfin, Pierre-Étienne Flandin est ministre des affaires étrangères et chef du gouvernement de décembre 1940 à février 1941. Sous sa direction, le gouvernement tente de restaurer l’exécutif[pas clair], de rétablir le contact avec l’opinion publique et de promouvoir l’union nationale par la mise en place du Conseil national de Vichy regroupant notamment 78 anciens parlementaires (dont nombre sont issus des rangs de l’Alliance).

## De 1944 à la Quatrième République
Bien que l'AD ait été l’un des six partis politiques du Conseil national de la Résistance (représenté par Joseph Laniel, même si ce dernier n'était officiellement plus membre du parti depuis 1938) et représenté par Robert Bruyneel à l’Assemblée consultative provisoire, l’Alliance est cependant discréditée par la participation de nombre de ses membres au régime de Vichy. Flandin est par exemple immédiatement emprisonné pour collaboration, mais il continue de diriger à distance le parti et confie l'intérim à Marcel Ventenat, l'un de ses fidèles ayant animé la Jeunesse Républicaine Française et ayant travaillé pour un journal vichyste sans y prendre un rôle de premier plan, qui reconstitue le parti en octobre 1944. Cependant, un certain nombre d'alliancistes résistants annoncent la formation du « Groupement de Résistants de l’Alliance » mené notamment par Paul Reynaud, Joseph Laniel et Louis Jacquinot (tous démissionnaires du parti à la suite des accords de Munich en 1938) et prévoyant de reconstruire l'Alliance sur une base résistante. Reynaud parvient à s'installer comme le dirigeant officieux de l'Alliance et désigne les représentants à l'Assemblée consultative de Paris ainsi qu'au conseil municipal de Paris. Ventenat décide alors d'exclure les plus grandes figures compromises, comme Michel Brille, et d'attendre les verdicts des procès pour d'autres. 
En mars et avril 1945, les contacts entre flandinistes et résistants reprennent pour les municipales dans le but de reconstituer le parti. Mais sans succès car une grande partie des résistants rejoignent le « Comité d’entente républicaine pour la liberté et le progrès social » afin de former une union des droites, futur Parti républicain de la liberté (PRL), qui souhaitait absorber l'Alliance. Cependant, l'Alliance trouvait l'initiative trop à droite alors qu'elle se revendiquait toujours de centre-gauche et voulait négocier avec les radicaux ainsi que la Fédération républicaine, dans une stratégie d'avant-guerre centriste qui fit fuir un grand nombre de membres du parti.
La minorité « résistante » de l’Alliance conteste la légitimité de la direction en place et grâce à l'appui du ministre Jacquinot parle au nom de l'Alliance durant l'été 1945. Après les élections constituantes françaises de 1945, l'Alliance obtient une dizaine d'élus, mais la plupart étant proche de cette minorité, ils s'inscrivent dans le groupe Unité républicaine. Laniel rejoint officiellement le PRL en tant que membre fondateur le 22 décembre 1945 aux côtés de membres dissidents de l'AD, comme Jules Ramarony. 
L'Alliance manque alors de moyens matériels et financiers car ses principaux bailleurs avaient disparu et le parti n'intéressait plus le monde des affaires ; en avril 1946, le parti n'a toujours pas de siège social, faute d'argent. 
Le 19 février 1946, le comité directeur de l'Alliance démocratique rejette son intégration au sein du PRL. Un mois plus tard, le 16 mars 1946, tous les parlementaires du parti, à l'exception d'Émile Gellie, suivent Joseph Laniel et quittent l'AD pour adhérer au PRL. L'Alliance devient alors un cénacle défendant l’amnistie et la réhabilitation des anciens vichystes.
Au printemps, il est annoncé que le siège serait alors au 18 place de la Madeleine grâce à l'appui de syndicats patronaux, relançant le parti. Le bulletin de liaison reparait en mai ainsi que le bulletin d'informations aux adhérents puis par la création d'antennes départementales, de manière limitée.
L'Alliance effectue autour de Léon Baréty, premier vice-président de l’Alliance, et de Marcel Ventenat, son secrétaire général, un congrès qui se tient à Paris les 13 et 14 avril 1946 pour discuter de la nouvelle stratégie à adopter. Dans l’intense mouvement de recomposition des droites après la guerre (1944-1948), l’Alliance - comme les autres partis des droites de la Troisième République - ne retrouve pas sa place dans le paysage politique tant par le discrédit de Vichy que par la prédominance des initiatives régionales sur les stratégies nationales. Deux options s'offrent au parti, reprendre une tactique de concentration républicaine avec le Rassemblement des gauches républicaines (RGR) ou à l'inverse faire une alliance avec le PRL, en renonçant à son centrisme. Ventenat souhaite alors la deuxième option et participe à une réunion regroupant le PRL, l'Alliance, les républicains indépendants et le Parti paysan d'union sociale. Ventenat se retrouve face à deux problèmes : le PRL, en position de force, est trop exigeant et les membres de l'Alliance ne veulent pas basculer à droite. Pour les futures élections, le choix est donc de faire des accords régionaux avec le parti radical puis de finalement intégrer le RGR au dernier moment. Or, cet entêtement stratégique s’avère en flagrante contradiction avec la pensée politique de l'AD, nettement de droite depuis la défaite de 1940.
Après le retour de Flandin à la présidence, l'Alliance s'enferme dans la réhabilitation de Vichy et ne peut renouveler son personnel politique. Malgré tout en 1947, le parti se dote d’un mouvement de jeunesse et d’un cercle d’études, mais il ne compte que cinq parlementaires, quatre députés (Jean Chamant, André Guillant, Jean Moreau et Antoine Pinay) et un conseiller de la République, Abel Durand. La même année, le parti est une nouvelle fois affaibli par la création du RPF, qui voit une nouvelle fuite d'adhérents modérés et jeunes repoussant la position vichyssoise de l'Alliance. Début 1948, lors du congrès à Paris, Ventenat réécrit l'histoire de Flandin et le congrès tourne autour du combat pour l'amnistie. De plus, Flandin isole à nouveau l'Alliance en participant à un banquet de compromis comme Paul Faure et y dénonce le résistantialisme.
Jean Boivin-Champeaux et René Coty, deux anciens membres de l'AD, fondent le Centre national des indépendants (CNI) le 6 janvier 1949. Ils sont rapidement rejoints par la plupart des membres importants de l'Alliance, comme Antoine Pinay et Jean Chamant, entre autres. Le parti perd alors la plupart de ses parlementaires et certaines de ses figures historiques ainsi que ses réseaux. 
Aux législatives de 1951, l’Alliance compte six élus. Elle se retire du RGR en juin 1954 et adhère au Centre national des indépendants et paysans (CNIP), tout en annonçant qu’elle conserve son autonomie.
Dès lors, l’AD devient un cercle dont ses membres se retrouvent lors de dîners commémoratifs, et ce jusqu’en 1978.

## Au Parlement

### À la Chambre des députés
1902 : l’Alliance démocratique compte 39 députés et siègent au sein de :
- L’Union démocratique (UD), groupe constitué par d'anciens membres de l'Union progressiste (groupe Gustave Isambert de la législature 1898-1902) et des ex-progressistes ralliés à la politique de défense républicaine (Louis Barthou).
- La Gauche radicale (GR) avec les radicaux indépendants formant une minorité d'élus plus laïques.

1906 : l’Alliance compte 66 députés et siègent au sein de :
- La Gauche démocratique (GD), groupe créé en 1905 par des députés de l’UD afin de soutenir la politique du président du Conseil Émile Combes. Des députés de centre gauche comme Albert Lebrun y adhèrent aussi.
- L’Union démocratique (UD), maintenue par des députés de l'aile droite de l'ARD naviguant entre opposition et soutien modéré au gouvernement.
- L’Union républicaine (UR), groupe créé en 1905 par des députés progressistes dissidents souhaitant se rapprocher de l’ARD tels Paul Bignon ou Jules Legrand.

1910 : les 125 députés de l’Alliance siègent au sein de :
- La Gauche démocratique (GD), qui soutient largement les gouvernements successifs et auquel se rallie la plupart des députés de l’UR..
- L’Union républicaine (UR), groupe créé en 1911 en dissidence avec les RP et comportant des membres de l’Alliance tels Pierre-Étienne Flandin ou Adolphe Carnot.

1914 : les membres de l’Alliance siègent dans :
- Les Républicains de gauche (RDG), formé par la majorité des députés de la GD.
- La Gauche démocratique (GD), maintenue par des députés de l'aile droite de l'ARD et auquel se rallie la plupart des députés de l’UR.
- L'Union républicaine radicale et radicale-socialiste, émanation parlementaire de la Fédération des gauches.

1919 : les membres de l’Alliance (140 députés) siègent dans :
- La Gauche républicaine démocratique (GRD), 93 députés issus de l’Alliance tels Louis Barthou, Pierre-Étienne Flandin, André Maginot ou Albert Lebrun et les radicaux indépendants de la Gauche radicale (GR).
- Les Républicains de Gauche (RDG), 61 députés dont des membres de l’Alliance tels Louis Loucheur, André Tardieu, etc.
- Action républicaine et sociale (ARS), 46 députés dont des membres de l’Alliance tel Paul Reynaud, etc.

1924 : les membres de l’Alliance (81 députés) siègent dans :
- La Gauche républicaine et démocratique (GRD) (43 députés).
- Les Républicains de gauche (RDG) (38 députés).

1928 : les membres de l’Alliance (180 députés) siègent dans :
- La Gauche radicale (GR).
- La Gauche sociale et radicale (GSR).
- Les Républicains de gauche (RDG), groupe officieux de l’Alliance.
- L'Action démocratique et sociale (31 députés), élément le plus conservateur.

1932 : les membres de l’Alliance (103 députés) siègent dans trois groupes :
- Les Indépendants de gauche (IG), 26 députés autour de René Besse.
- Les Républicains de Gauche (RDG), 42 députés autour de Pierre-Étienne Flandin.
- Le Centre républicain (CR), 35 députés autour de Paul Reynaud et André Tardieu.

1936 : les membres de l’Alliance (42 députés) siègent dans de nombreux groupes :
- La Gauche démocratique et radicale indépendante (GDRI).
- La Gauche indépendante (GI).
- Les Indépendants républicains (IR).
- L’Alliance des républicains de gauche et des radicaux indépendants (ARGRI). Sous l’impulsion de Flandin, l’ARGRI voit le jour en se voulant le groupe de l’Alliance démocratique. Fédérant 44 députés dont seuls 24 sont effectivement inscrits au parti, ce groupe échoue tant à rassembler les parlementaires membre de l’Alliance mais aussi à rassembler l’ensemble des députés du centre droit dispersé en de multiples groupes entre celui des Radicaux-socialistes et ceux de droite (Républicains d’action sociale et groupe agrarien indépendant ; Fédération républicaine de France et indépendants d’union républicaine et nationale).

### Au Sénat
Les membres de l’Alliance se répartissent au sein de divers groupes, la majorité cependant prendra place au sein de l’Union républicaine (UR) tandis que d'autres s'inscrivent à l'Union démocratique et radicale, créée à partir de 1924. C'est ainsi le cas d'Albert Lebrun quand il entre au Sénat en 1920, en remplacement de son mentor Alfred Mézières.

## Résultats électoraux

### Élections présidentielles
| Année          | Candidat            | Premier tour | Premier tour | Premier tour | Second tour | Second tour | Second tour |
| Année          | Candidat            | Voix         | %            | Rang         | Voix        | %           | Rang        |
| -------------- | ------------------- | ------------ | ------------ | ------------ | ----------- | ----------- | ----------- |
| 1906           | Armand Fallières    | 449          | 52,95        | 1er          |             |             |             |
| 1913           | Raymond Poincaré    | 429          | 49,48        | 1er          | 483         | 56,23       | 1er         |
| Janvier 1920   | Paul Deschanel      | 734          | 84,56        | 1er          |             |             |             |
| Septembre 1920 | Alexandre Millerand | 695          | 88,42        | 1er          |             |             |             |
| 1924           | Charles Jonnart     | 8            | 0,94         | 4e           |             |             |             |
| 1931           | Louis Barthou       | 44           | 4,90         | 3e           | 22          | 2,49        | 3e          |
| 1932           | Albert Lebrun       | 633          | 81,47        | 1er          |             |             |             |
| 1939           | Albert Lebrun       | 506          | 55,97        | 1er          |             |             |             |

### Élections législatives
| Année | Voix      | %     | Sièges    | Rang | Coalition                    |
| ----- | --------- | ----- | --------- | ---- | ---------------------------- |
| 1902  | 1 510 934 | 17,96 | 112 / 589 | 3e   | Aucune                       |
| 1906  | 908 993   | 10,32 | 90 / 585  | 4e   | Aucune                       |
| 1910  | 1 889 253 | 22,09 | 128 / 590 | 2e   | Aucune                       |
| 1914  | 1 588 075 | 18,40 | 119 / 601 | 3e   | Aucune                       |
| 1919  | 889 177   | 10,91 | 93 / 613  | 5e   | Bloc national                |
| 1924  | 1 058 293 | 11,72 | 43 / 581  | 4e   | Bloc national                |
| 1928  | 2 082 041 | 21,99 | 137 / 604 | 2e   | Ligue républicaine nationale |
| 1932  | 1 299 936 | 12,57 | 72 / 607  | 4e   | Ligue républicaine nationale |
| 1936  | 1 666 004 | 16,86 | 59 / 610  | 2e   | Ligue républicaine nationale |

## Personnalités

### Cofondateurs
- Adolphe Carnot, ingénieur en chimie.
- Henry Blanc, député de Haute-Loire.
- Edmond Halphen, conseiller général de Gironde.
- Charles Pallu de la Barrière, ancien prêtre et directeur du Paysan de France.

### Présidents
- 1901-1920 : Adolphe Carnot
- 1920-1923 : Charles Jonnart
- 1923 : Joseph Noulens
- 1923-1933 : Antony Ratier
- 1933-1940 : Pierre-Étienne Flandin
- 1940-1944 : Interdiction
- 1944-1946 : Marcel Ventenat
- 1946-19?? : Pierre-Étienne Flandin

### Présidents de la République
- Émile Loubet (1899-1906).
- Armand Fallières (1906-1913).
- Raymond Poincaré (1913-1920).
- Paul Deschanel (1920).
- Albert Lebrun (1932-1940).

### Autres personnalités marquantes
- Joseph Barthélemy, juriste, député du Gers et ministre de la Justice sous Vichy.
- Louis Barthou, avocat, député puis sénateur des Basses-Pyrénées.
- Georges Lachapelle, Journaliste et membre du comité directeur dans l’entre-deux-guerres.
- Georges Leygues, ministre de l’Instruction publique et de l'Intérieur[24][25].
- Louis Loucheur, ingénieur, député du Nord.
- André Maginot, ministre des colonies, des pensions et de la guerre durant l’entre-deux-guerres.
- Paul Reynaud, président du Conseil (1940), député de Paris.
- Jules Siegfried, entrepreneur, membre du Musée social, député de Seine-Inférieure.
- André Tardieu, président du Conseil (1929-1930, 1932), député de Seine et Oise puis de Belfort.
- Édouard Ignace, sous-secrétaire d'État à la Justice militaire (1917-1920), député de Paris (1914-1924)
- Olivier Sainsère, secrétaire-général de la Présidence, préfet, conseiller d'État

### Travaux universitaires

#### Origines et doctrine de l'Alliance
- Rosemonde Sanson, « La perception de la puissance par l'Alliance démocratique », Revue d'histoire moderne et contemporaine, t. XXXI,‎ octobre-décembre 1984, p. 658-665 (lire en ligne).
- Rosemonde Sanson, L'Alliance républicaine démocratique : une formation du centre (1901-1920), Rennes, Presses universitaires de Rennes, coll. « Carnot », 2003, 562 p. (ISBN 2-86847-825-5, présentation en ligne), [présentation en ligne], [présentation en ligne], [présentation en ligne], [présentation en ligne], [présentation en ligne], [présentation en ligne]. (édition abrégée d'une thèse de doctorat d'État soutenue le 2 décembre 2000, Université Paris IV–Sorbonne )

#### Années 1930
- François Audigier, « L'Alliance démocratique de 1933 à 1937 ou l'anachronisme en politique », Vingtième Siècle : Revue d'histoire, Paris, Presses de Sciences Po, no 47,‎ juillet-septembre 1995, p. 147-157 (lire en ligne). (résumé de son mémoire sous la direction de Jean-Marie Mayeur : L’Alliance démocratique. Parti et groupe parlementaire 1935-1936-1937 ou l’anachronisme en politique, Paris, Université Paris IV, 1992)
- François Audigier, « Les modérés face au Front Populaire : les ambiguïtés de l'Alliance démocratique », Annales de l'Est, no 2,‎ 1997, p. 321-349.
- (en) Donald G. Wileman, « P -É. Flandin and the Alliance démocratique, 1929-1939 », French History, vol. 4, no 2,‎ juin 1990, p. 139–173 (DOI 10.1093/fh/4.2.139).

#### Après-guerre
- François Audigier, « L'impossible retour politique de l'Alliance démocratique », dans Gilles Richard et Jacqueline Sainclivier (dir.), La recomposition des droites en France à la Libération, 1944-1948, Rennes, Presses universitaires de Rennes, coll. « Histoire », 2004, 389 p. (ISBN 2-7535-0016-9, présentation en ligne, lire en ligne), p. 167-175.
- Rosemonde Sanson, « L'Alliance démocratique en 1947-1948 : doctrine et programme », dans Gilles Richard et Jacqueline Sainclivier (dir.), La recomposition des droites en France à la Libération, 1944-1948, Rennes, Presses universitaires de Rennes, coll. « Histoire », 2004, 389 p. (ISBN 2-7535-0016-9, présentation en ligne, lire en ligne), p. 177-189.